# Ślepowron

Escudo de armas Ślepowron.

Ślepowron es un escudo de armas polaco. Este fue utilizado por muchas familias de la nobleza (szlachta) en los tiempos de la Mancomunidad de Polonia-Lituania.

## Blasón
Un cuervo negro, con sus alas extendidas como para el vuelo, se enfrenta a la derecha del escudo. Está posado encima de una cruz, la cual está sobre una herradura combada hacia arriba. El cuervo tiene un anillo de oro en el pico.
El campo es azul y la herradura y la cruz de plata. El yelmo está nimbado por la clásica "corona señorial" polaca (korona szlachecka), muy similar a la de marqués en otras heráldicas europeas. Un cuervo igual al del escudo se yergue a modo de cimera.
Como todo escudo polaco admite variantes de diseño y color que, en su mayoría, nada significan más que la creatividad del diseñador o el capricho de cualquiera de sus detentores. (*).

## Historia

### Origen del cuervo
El símbolo del cuervo es muy antiguo. Para los Sármatas era un ave mensajera entre el Mundo de los Vivos y el Mundo de los Espíritus. Para los vikingos el cuervo era una de las “encarnaciones” de Odín, rey de los dioses. Versiones antiguas del Diccionario Larousse consideran que simbolizaba los atributos de inteligencia, prudencia y memoria. Cabe recordar que los escritores de los siglos XVI y XVII pretendían que la nobleza polaca descendía de la legendaria “caballería sármata” y que los príncipes de la Alta Edad Media solían contratar guerreros vikingos para la custodia de sus personas y sus castillos, (guerreros que se convertirían luego en nobles caballeros).
Existen muchas leyendas e historias de veracidad dudosa, acuñadas durante el período Barroco. Estas leyendas son casi las mismas para los escudos de armas de los Slepowron y los Korwin (el Escudo de armas Korwin tiene un cuervo similar, pero de pie en un tronco o rama cortada de árbol). Ambos escudos se consideran como variantes o derivados el uno del otro.

### El tótem de los Sármatas
En su historia de la Polonia Medieval, Jadwiga Zajaczkowa habla de los Rodnidze o “Espíritus de los Clanes”. Se tratan de un remanente del antiguo culto a los antepasados y a los animales totémicos, presentes en casi todas las creencias paganas, según dice el propio Mircea Eliade en su “Tratado de Historia de las Religiones”. Nada más normal que usar al “Animal Totémico” como símbolo del clan. El advenimiento del Cristianismo no cambió substancialmente esta costumbre.
Simplemente alguien, por los motivos que fuesen, escogió poner un Cuervo en su escudo de armas. De hecho se les ocurrió a muchos clanes: los Korwin, los Slepowron, los Jezierza y los Deszpot, entre otros. Para diferenciarse entre sí se lo dibujó a veces posado, otras levantando vuelo, mirando hacia la izquierda o hacia la derecha, sobre un tronco de árbol, sobre una cruz o sobre una herradura, etc. El campo fue rojo para unos y azul para otros, o bien verde u oro.

### En registros de 1224
Este escudo de armas al que tienen derecho más de quinientas familias, es uno de los más viejos del Ducado de Masovia, registrándose a Varcislao Korwin de Slepowrony (Warzęta Korwin z Ślepowrony) como el personaje más antiguo históricamente reconocido, ya que sus antepasados se pierden en las tradiciones medievales. Era Jefe de la Corte (Marszalek Nadworny) del duque Conrado I de Mazovia y se lo menciona en registros de 1224.

### El cuervo sobre la herradura

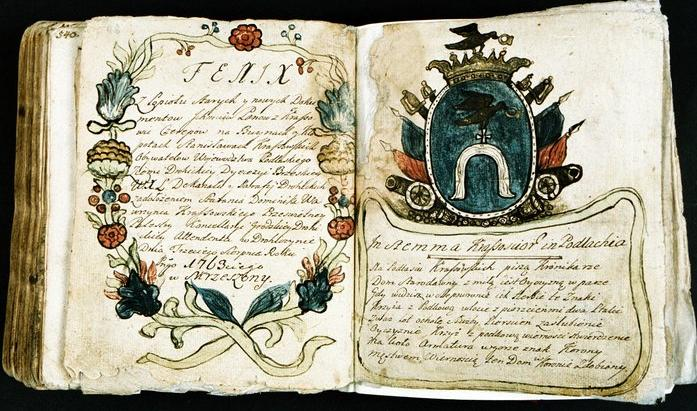
Diario de la familia Krassowski h. Ślepowron de la comarca de Drohicka en Podlaquia, 1763.

Existe una versión más bien romántica de cómo este escudo del clan adquirió su forma actual: Cuando un apuesto caballero de la familia de los Korwin tuvo en suerte casarse con una bella hija de los Pobog, él rediseñó su escudo colocando a su propio cuervo ancestral sobre la cruz y la herradura del escudo de su novia. 

### La Leyenda Romano-Húngara y el Anillo del rey Matías
Realmente el escudo de armas Korwin, (ahora con un anillo en el pico de cuervo), llegó a Polonia de Hungría, casi dos siglos más tarde, a través de la llamada "Leyenda romano-húngara" - bajo la influencia del vivo intercambio cultural entre los miembros de la nobleza polaca y húngara durante el Renacimiento.
En el Reino de Hungría, la familia de los Korvin florece durante el siglo XV. Ellos reclaman la descendencia de los patricios romanos Valerius - quienes de acuerdo a la interpretación de autores barrocos, se convirtieron en grandes terratenientes en Dacia, (actual Rumania), y en las fronteras de Panonia, (actual Hungría). Esta es una versión controversial, de dudosa veracidad, pero muy al gusto de la época. 
Es cierto que Juan Hunyadi y su hijo, Matías Corvinus Hunyadi, rey de Hungría y Bohemia, se llamaban a sí mismos "Corvinus" y tenían sus monedas acuñadas mostrando un "cuervo con un anillo".
El epíteto "Corvinus" fue acuñado por el italiano Antonio Bonfini, biógrafo del Rey Matias, quien afirmó que descendían del cónsul romano Marco Valerio Corvino. Esta conexión, real o no, fue tomada por los aristócratas polacos y húngaros para relacionarlos con sus familias.

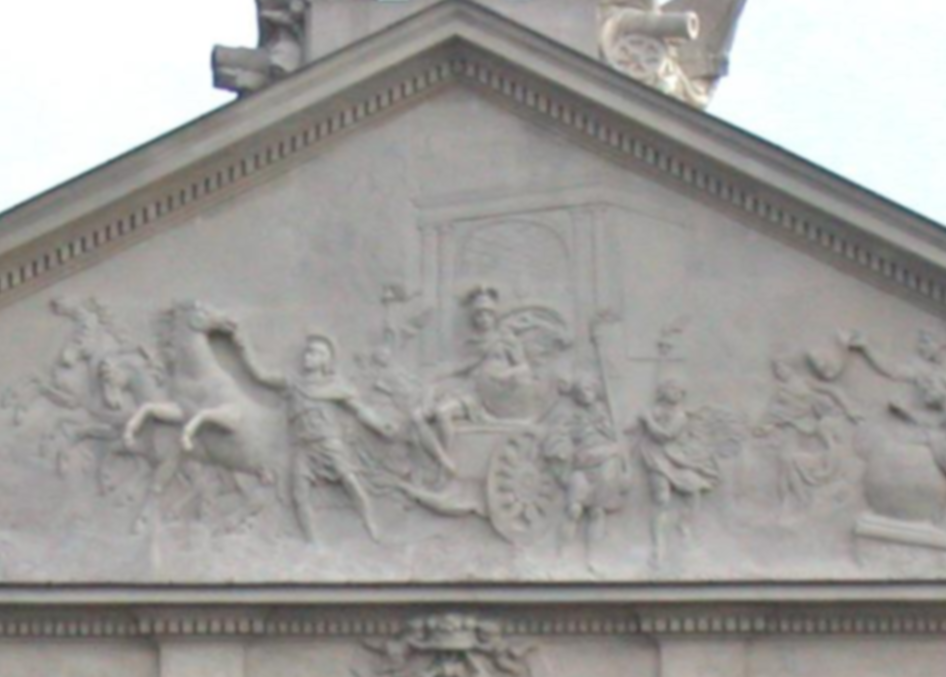
El triunfo de Marcus Valerius Corvinus en el frontispicio del Palacio Krasiński en Varsovia.

Los anales de Hungría menciona que el Rey Matias portaba un escudo con un cuervo y un anillo en el pico - recordemos que Matías Corvino fue también duque de Głogów (Silesia) y como Rey de Bohemia, soberano de todos los ducados silesianos – 
La leyenda menciona que pierde su anillo en batalla y un cuervo lo toma. Él persigue al ave hasta matarla y recuperar su anillo. En conmemoración de este evento tomó como símbolo de su sello al cuervo con el anillo. La variante silesiana de esta misma leyenda dice que no fue el Rey en persona quien realizó esta hazaña sino un noble polaco de su guardia. El Rey gratificó a este caballero con el uso de su mismo escudo de armas.
Según fuentes de la antigüedad clásica, un distinguido patricio y general romano llamado Marcus Valerio Messalla Corvinus, de la ilustre gens de los Valerii, mientras se encontraba en el campo de batalla aceptó un desafío singular trabándose en combate con un guerrero bárbaro de gran tamaño y fuerza. De repente, un cuervo voló de un tronco y se posó sobre el casco de Valerio. Cuando este ataca al enemigo el cuervo se lanza sobre el bárbaro dejándolo ciego a picotazos. Esto permitió que el romano lo dobleguase con facilidad. En memoria de este evento, Valerio obtuvo el sobrenombre de "Corvinus" (del latín Corvus: "Cuervo").
Valerio fue seleccionado por César Augusto para detentar el cargo de cónsul junto con él.

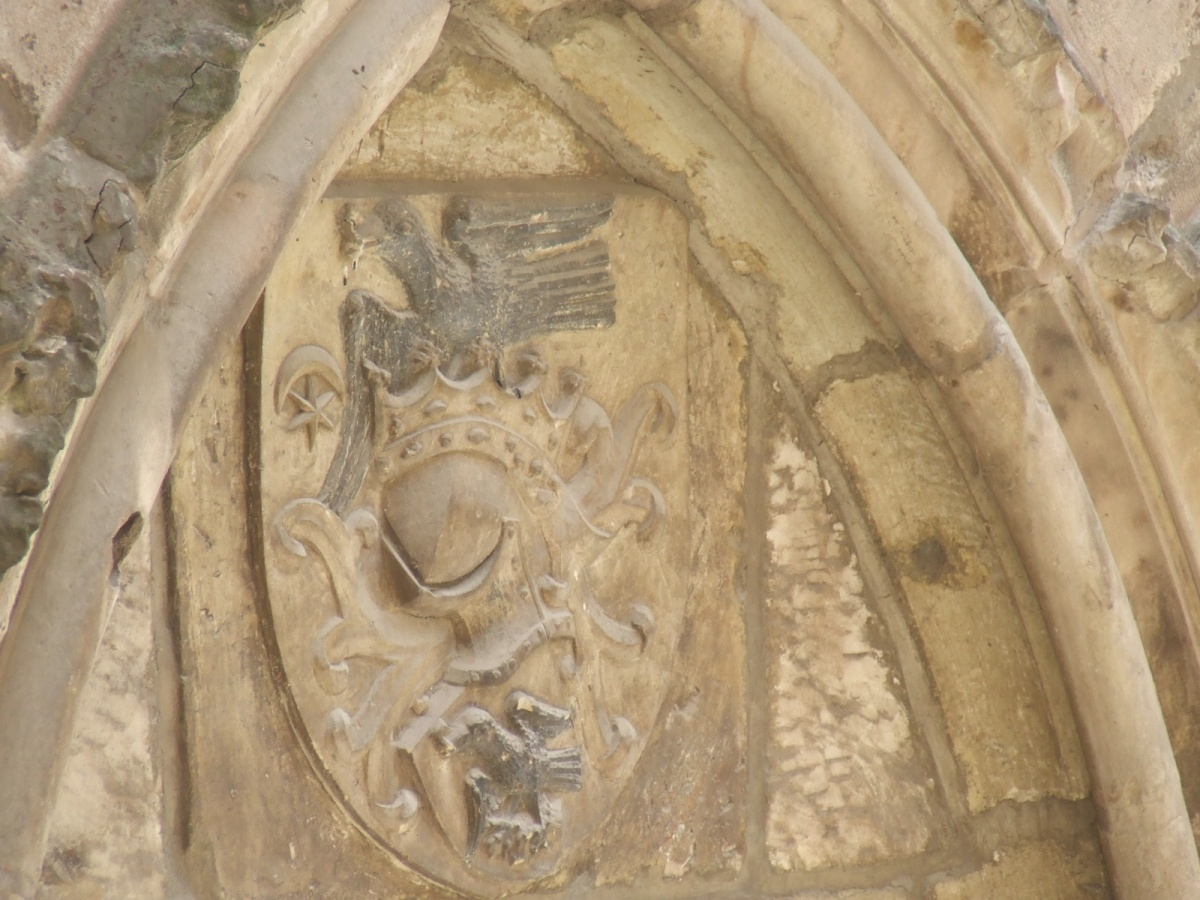
Escudo de armas del Castillo Corvin en la comarca de Hunedoara, (Hunyad en húngaro), ahora en Rumania.

## Familias tituladas a este Escudo de Armas
El Blasón ha sido adoptado por las siguientes 993 familias según la tradición: Adziewicz, Andziewicz, Audziewicz, Awdziewicz, Bagieński, Bagiński, Bagnicki, Bagnicki, Bańkowski, Baraniecki, Barański, Barszczewski, Bejnarowicz, Berliński, Bibełowicz, Bigoszewski, Bogiński, Bogusławski, Bohniński, Bolesza, Bonasewicz, Bonasiewicz, Bonaszewicz, Borzymowski, Boski, Bossowski, Bratkowski, Broleński, Bronicki, Brotkowski, Browiński, Bruszewski, Brużewicz, Brzeski, Brzostowski, Buceń, Buczeń, Buczyński, Bujnicki, Bujniewicz, Bujno, Bujwen, Bukon, Bystry, Chamera, Chaliński, Charbowski, Chełmoński, Chodzewski, Chryzoln, Chrzczonowicz, Chrzczonowski, Chudzewski, Ciarnowski, Ciecierski, Ciprski, Czaczkowski, Czajkowski, Czapkowski, Czarnomski, Czartoszewski, Czekotowski, Czerwiakowski, Dachnowski, Daczewski, Darowski, Darowski Werycha, Demby, Dęby, Dobrowolski, Dowdorowicz, Dowkont, Drągowski, Drąsutowicz, Drążewski, Drodzieński, Drongutowicz, Drozdziński, Drożeński, Drużyński, Drygalski, Dubiski, Duchna, Duchnowski, Dudorowicz, Dworakowski, Dybowski, Dziczkaniec, Dziekuński, Dzięcielski, Dziwulski, Faśkiewicz, Fiałkowski, Fijałkowski, Filichowski, Filipowski, Filochowski, Florianowicz, Foczyński, Frankowski, Frąckiewicz, Gajewski, Garbaszewski, Gawkowski, Gąsiewski, Gąsiorowski, Gąsowicz, Gęsiewski, Giegnatki, Giegniątko, Gierdziejewski, Gierlach, Glinka, Glińka, Gliński, Głuszczyński, Głyszyński, Goczanowski, Golimunt, Gorka, Gorodelski, Gosiewski, Górnicz, Górski, Grochowarski, Grodecki, Gronkowski, Grotowski, Gryziewicz, Gumkowski, Gumowski, Gut, Gutkowski, Gutowski, Gutt, Hałuszczyński, Harbaszewski, Harbowski, Hładunowicz, Horbaszowski, Horodziński, Idziński, Idźkowski, Jagniątko, Jagoszewski, Jaguszewski, Jarczowski, Jarmusz, Jarmuszewicz, Jaruszelski, Jaruzelski, Jarużelski, Jasiewski, Jastrzębski, Jaszewiski, Jaszewski, Jeruzalski, Josiewski, Jórski, Junkiewicz, Jurgielewicz, Jurski, Jurzyc, Jurzyk, Juszkiewicz, Juszkowicz, Juściński, Kabok, Kabot, Kalenczyński, Kaluchniewicz, Kamieński, Karnecki, Karulewicz, Karwowski, Kępkowski, Kierbedź, Kijuć, Klimaszewski, Klimkowski, Klis, Klusza, Kłopotowski, Kochanowski, Kochnowski, Kochowicz, Kokoszczyński, Kolnarski, Komarczewski, Komarczowski, Komarzewski, Komecki, Komocki, Kończyński, Kończyski, Kopcewicz, Kopciewicz, Kopczyński, Kordecki, Korwin, Kosakiewicz, Kossak, Kossakiewicz, Kossakowski, Kostecki, Kościanka, Kownacki, Kozłowski, Krasiński, Krasowski, Krassowski, Krażyński, Krokowski, Kroszczyński, Krukowski, Krupiański, Krzemieniewski, Krzewski, Krzymowski, Księżopolski, Kuczkowski, Kuczyński, Kudelski, Kukowski, Kukszyn, Kulesza, Kuleszka, Kuleszyński, Kulka, Kurp, Kurpiewski, Kwir, Kwiro, Lamiecki, Lenarski, Lenart, Leniewicz, Leontowicz, Leźnicki, Ligiejko, Likowski, Liniewicz, Lipczyński, Lipiak, Liping, Lipink, Lissowski, Lubowicki, Lutosławski, Lutostański, Ładnowski, Łaniecki, Łaściszewski, Ławrynowicz, Łopuski, Łowicki, Łowiecki, Łowkiański, Łupianka, Łupieński, Łupiński, Łykoski, Łykowski, Maleciński, Malewski, Malinowski, Małujewicz, Marecki, Marmakiewicz, Matański, Matecki, Maternicki, Medenicki, Medunicki, Meduniewski, Medyniecki, Miełkowski, Mierkowski, Mieroszewski, Mieszerawski, Mikucki, Mikuta, Milejko, Milejkowicz, Milewski, Mileyko, Milkowski, Miłkowski, Miłobęcki, Miłobędzki, Miłodrowski, Mirkowski, Miroszewski, Miskiewicz, Miśkiewicz, Młodziejowski, Mnichowicz, Moczydłowski, Morzkowski, Mosicki, Mosiecki, Mościcki, Mościeczny, Mrokowski, Mrowczewski, Mrzeski, Mrzewski, Nasierowski, Nasiorowski, Nasurowski, Nasutowski, Niemierko-Popławski, Niesiorowski, Niestoimski, Niestojemski, Niszcz, Nosek, Nowakowski, Nowodzielski, Nowosielski, Nowosilski, Oglęcki, Oględzki, Olizarowicz, Olszewski, Ostrowski, Pabrez, Padlewski, Padlewski-Skorupka, Pański, Papa, Papieński, Papiński, Pawłowski, Paździerski, Perka, Perkowski, Petrozolin, Pęsa, Pęski, Pęza, Pienicki, Pietnicki, Pięta, Piętka, Pigienicki, Piotrowski, Piski, Piskowski, Piszkowski, Pniewski, Podczaski, Podernia, Pokłoński, Pomianowski, Popławski, Potyralski, Powiatowski, Prątnicki, Przełomiński, Przełomski, Przestrzelski, Przyborowski, Przyłucki, Przyłuski, Przysiorowski, Puchalski, Pudernia, Puklicz, Pułacki, Pułaski, Puławski, Puzielewicz, Pyszczowski, Raabe, Rabe, Raczyński, Rajzner, Ramański, Ramocki, Ratyński, Rayczyński, Rączka, Relidzyński, Rembowski, Rębowski, Rodliński, Rogalski, Roman, Romański, Romaszkowicz, Romejko, Romeyko, Romocki, Rosalski, Rosiński, Rossalski, Rostocki, Roszeyko, Rozanowicz, Rożanowicz, Rudziewski, Rumocki, Rybałtowski, Rybczyński, Rybicki, Rychliński, Ryczywolski, Rząca, Rzączyński, Rzońca, Sarnacki, Sarnecki, Sarnicki, Sawicki, Sczucki, Sergijewski, Siedmiogrodzki, Siehiejewicz, Sierhejewicz, Sierhiejewicz, Ścibor, Sipniewicz, Sipniewski, Siromski, Skibniewski, Skorupka, Skrodzki, Skwierczyński, Skwirczyński, Sławomier, Słogocki, Sobolewski, Sokołowski, Sokowicz, Spadowski, Spandowski, Starzyński, Stąpaczewski, Suchodolec, Suchodolski, Suchopiątek, Symborski, Syromski, Szabuniewicz, Szczucki, Szemborski, Szempleński, Szempliński, Szeotyc, Szepietowski, Szeplewski, Szerenos, Szeronos, Szlubowski, Szmurło, Szwander, Szymanowski, Szymanowski Korwin, Szymański, Szymborski, Śladowski, Ślepowroński, Ślubowski, Śniciński, Śnieciński, Świderski, Święcki, Taraskowski, Taraszkowski, Tatarowski, Terajewicz, Terajowicz, Topczewski, Trembicki, Trębicki, Trojnicki, Truskolaski, Truskolawski, Truskoleśny, Truszkowski, Trzciński, Trzyciński, Tyborowski, Tyszarski, Ugoski, Ujazdowski, Ulanowski, Wasianowicz, Wąsowicz-Dunin, Wąż, Wdziekuński, Wereszczatyński, Wędrychowski, Wiercieński, Wierciński, Wierzbicki, Wierzbicki Korwin, Wilkęski, Wilkowski, Wojno, Wojsiatycz, Wojsznarowicz, Wolski, Woysiatycz, Wroblewski, Wróblewski, Wróżbita, Wyczałkowski, Wyczółkowski, Wyrzykowski, Wyskowski, Wyszkowski, Wyżykowski, Xiężopolski, Zabawski, Zaleski, Zatorski, Zawadzki, Zawadzki, Zawałkiewicz, Zawidzki, Zawidzski,Zbikowski, Zbyszyński, Zelachowski, Zera, Zieleznicki, Zieleźnicki, Zimnoch, Złotogórski, Zuk, Zyra, Żelachowski, Żera, Żmijewski, Żmijowski, Żuk, Żyłłok, Żyra.

## Portadores notables
Los portadores notables de este escudo de armas incluyen a:
- Augustyn Kordecki
- Kazimierz Pułaski
- Ignacy Mościcki Presidente de Polonia (1926-1939)
- Ignacy Szymański o Ignatius Szymanski. Soldado confederado en EE. UU. (1806-1874)
- Walenty Nasierowski (1802-1888)[1][2]
- Wojciech Jaruzelski Presidente de Polonia (1989-1990)
- Szymon Marcin Kossakowski
- Wincenty Krasiński (en Francia: conde Vincent de Corvin-Krasinski)
- Kazimierz Krasiński
- Jan Dobrogost Krasiński
- Jan Kazimierz Krasiński
- Zygmunt Krasiński
- Otto von Corvin (Otto Korwin-Wierzbicki, dicho von Corvin-Wiersbitzki, escritor y político en Alemania)
- Tadeusz Gosiewski
- Grzegorz Skwierczyński
- Przemysław Skwirczyński
- Karol Szymanowski
- Chris Korwin-Kuczynski Político canadiense
- Przemysław Gosiewski primer ministro de Polonia (2007)
- Juan Czajkowski Escritor y periodista polaco argentino.

## Escudos de armas relacionados
- Korwin (Escudo de Armas)
- Czarnowron (Escudo de Armas)
- Kurowski (Escudo de Armas)
- Materna (Escudo de Armas)
- Szymanski (Escudo de Armas)
- Sandrecki (Escudo de Armas)